# Aartsbisdom Brindisi-Ostuni
Het aartsbisdom Brindisi-Ostuni (Latijn: Archidioecesis Brundusina-Ostunensis; Italiaans: Arcidiocesi di Brindisi-Ostuni) is een in Italië gelegen rooms-katholiek aartsbisdom met zetel in de stad Brindisi. Het aartsbisdom behoort tot de kerkprovincie Lecce, en is, samen met het aartsbisdom Otranto en de bisdommen Nardò-Gallipoli en Ugento-Santa Maria di Leuca, suffragaan aan het aartsbisdom Lecce.

## Geschiedenis
Het bisdom Brindisi werd in de 4e eeuw opgericht. In de 10e eeuw werd het tot aartsbisdom verheven. De bisdommen Ostuni en Monopoli waren suffragaan aan Brindisi. Op 14 mei 1821 voegde paus Pius VII met de apostolische constitutie De utiliori het bisdom Ostuni samen met Brindisi. Het aartsbisdom verloor in 1980 de status van metropool toen het met de constitutie Conferentia Episcopalis Apuliae suffragaan werd aan het aartsbisdom Lecce. Op 30 september 1986 werd de naam van het aartsbisdom Brindisi door de Congregatie voor de Bisschoppen met het decreet Instantibus votis veranderd in Brindisi-Ostuni.

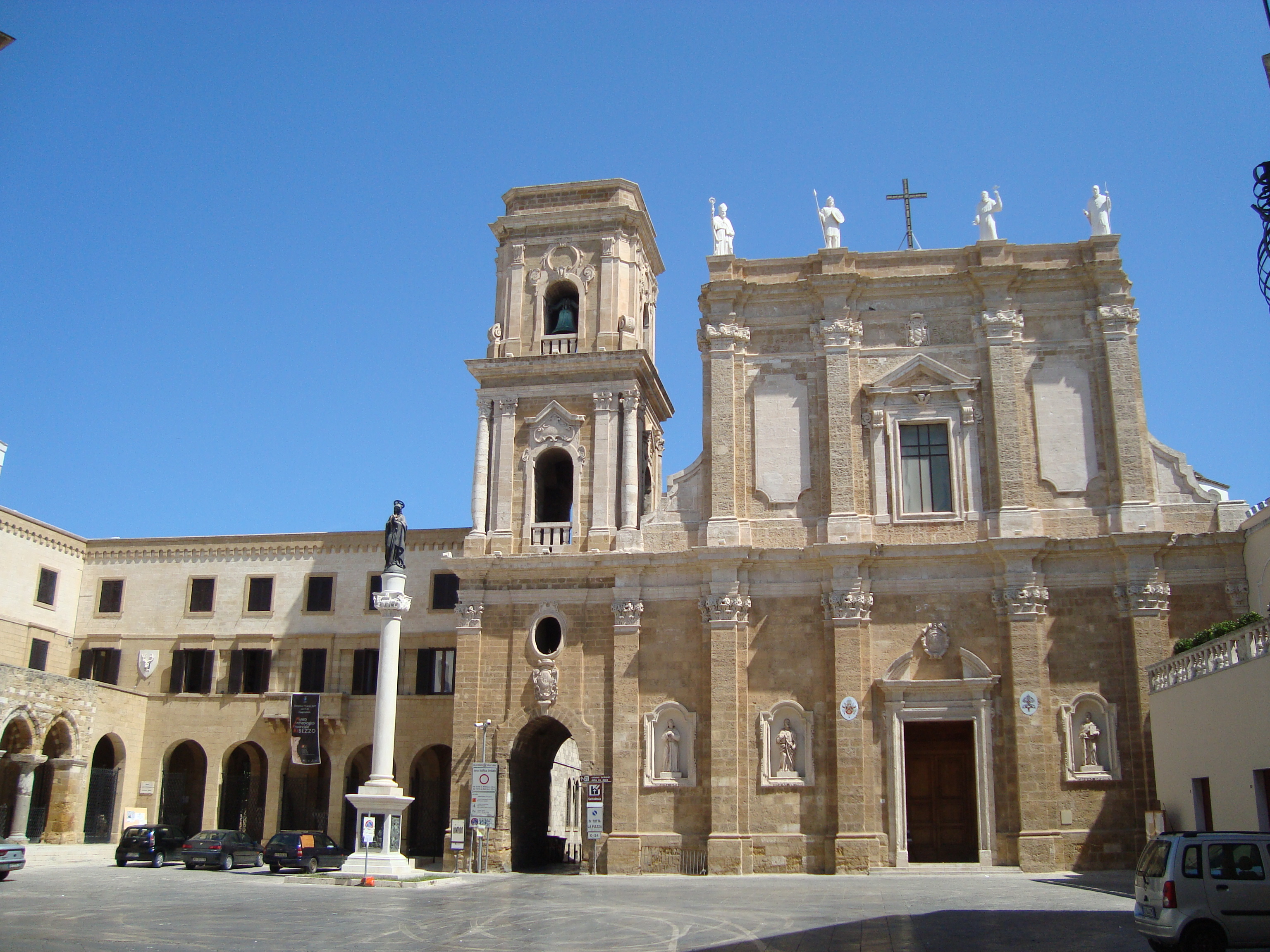
Kathedraal van Brindisi
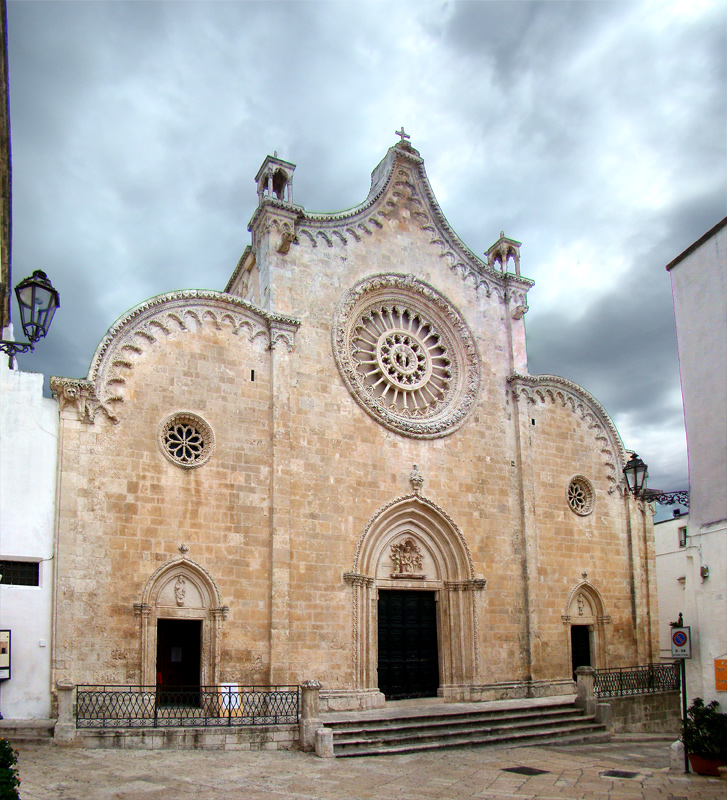
Cokathedraal van Ostuni
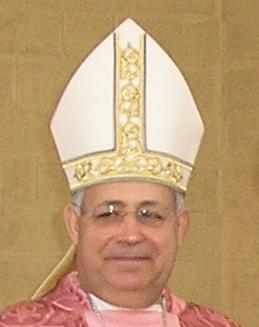
Aartsbisschop Domenico Caliandro

## Aartsbisschoppen van Brindisi-Ostuni
- 1986–2000: Settimio Todisco (1975-1986: aartsbisschop van Brindisi)
- 2000-2012: Rocco Talucci
- 2012-heden: Domenico Caliandro